# Blomskogtjärnet
Blomskogtjärnet är en sjö i Årjängs kommun i Värmland och ingår i Göta älvs huvudavrinningsområde. Sjön är 4,3 meter djup, har en yta på 0,466 kvadratkilometer och är belägen 105,4 meter över havet. Sjön avvattnas av vattendraget Sundsbyälven.

## Delavrinningsområde
Blomskogtjärnet ingår i det delavrinningsområde (657801-128406) som SMHI kallar för Utloppet av Blomskogtjärn. Medelhöjden är 122 meter över havet och ytan är 6,68 kvadratkilometer. Det finns ett avrinningsområde uppströms, och räknas det in blir den ackumulerade arean 31,12 kvadratkilometer. Sundsbyälven som avvattnar avrinningsområdet har biflödesordning 3, vilket innebär att vattnet flödar genom totalt 3 vattendrag innan det når havet efter 229 kilometer. Avrinningsområdet består mestadels av skog (70 procent) och öppen mark (14 procent). Avrinningsområdet har 0,54 kvadratkilometer vattenytor vilket ger det en sjöprocent på 8,1 procent.